# Seznam mehiških kiparjev
Seznam mehiških kiparjev.

## C
- Elizabeth Catlet
- José Luis Cuevas

## F
- Sairi Forsman

## G
- Byron Galvez
- Mathias Goeritz

## M
- Javier Marín

## O
- Kiyoto Ota

## P
- Leonardo Pereznieto

## S
- Juan Soriano

## T
- Francisco Toledo

## W
- Xawery Wolski